# ケヴィン・ロドリゲス
ケヴィン・マヌエル・ロドリゲス（Kévin Manuel Rodrigues、1994年3月5日 - ）は、フランス・バイヨンヌ出身のサッカー選手。アル・カーディシーヤFC所属。ポジションはDF。

## 経歴

### クラブ
地元クラブでプレーを始め、2008年にトゥールーズFCのアカデミーに入団。2012年5月20日のリーグ・アン・ACアジャクシオ戦でトップチームデビュー。
2014年7月30日、リーグ・ドゥのディジョンFCOに移籍。
2015年6月4日、レアル・ソシエダに移籍。移籍初年度はBチームに登録され、1年半後の2017年1月29日、レアル・マドリード戦でトップチーム初出場。2017年3月1日、クラブとの契約を2020年まで延長した。9月17日のレアル・マドリード戦で移籍後初ゴールをマークしたが、オウンゴールも献上し1-3で敗れた。2017-18シーズンはリーグ戦20試合に出場したものの、以降は次第に出番が減少し、2019-20シーズンはCDレガネスに、2020-21シーズンはSDエイバルに、そして2021-22シーズンはラージョ・バジェカーノにレンタル移籍をしている。
2022年6月10日、アダナ・デミルスポルに移籍。
2024年1月31日、アル・カーディシーヤFCに移籍。

### 代表歴
自身はフランス生まれながら、両親がポルトガル人のためいずれかの代表を選ぶことが出来た。
当初はフランスの年代別代表に呼ばれていたが、U-21代表からポルトガルに変更した。
2017年11月10日に開催されたサウジアラビア代表とのエキシビションマッチでA代表初キャップ。